# Suma proti pohanům
Suma proti pohanům (latinsky Summa contra Gentiles) je encyklopedická teologická příručka pro misionáře působící mezi židy a muslimy. Jejím autorem je sv. Tomáš Akvinský. Byla napsána jako filozofická obhajoba křesťanské církve. Vznik tohoto díla je datován do roku 1264, avšak moderní studie jej zařazují spíše ke konci autorova života mezi léta 1270–1273. Suma proti pohanům je řazena do teologických syntéz Akvinského díla a je namířena k muslimům a pohanům.

## Obsah díla
V díle Suma proti pohanům není použita, jak by se dalo předpokládat, klasická scholastická metoda výkladu pomocí překonávání protikladných argumentů. Spis obsahuje souvislý text, který je členěný
do kapitol rozdílného rozsahu. Dělí se na 4 knihy. V knihách I.–III. se Akvinský věnuje teologickým tématům, jež jsou uchopitelná pouhým rozumem, a ve IV. knize rozebírá teologii opírající se o Boží zjevení.

### První kniha – O Boží přirozenosti
Akvinský zde uvažuje, co dokáže lidský rozum říci o Boží existenci. Boží existence je pro lidi přirozená, protože o ní slýchají od útlého věku. I přesto ale Akvinský potřebuje najít o její existenci důkaz. Své důkazy staví na Aristotelově Fyzice a následně dokazuje různé pravdy o boží přirozenosti: Bůh je věčný, neměnný, nehmotný a prostý jakékoliv složenosti.

### Druhá kniha – Svět a jeho stvoření od Boha
Kniha se zabývá charakteristickými vlastnostmi Boha vůči zemi a rovněž jeho všemohoucností. Také je zde rozebráno, do jaké míry je jeho všemohoucnost omezená (nemůže například vrátit čas). Akvinský byl přesvědčen, že Bůh nestvořil svět z ničeho hmotného a že vznik světa se neodehrával v čase. V této knize se také věnuje nadpřirozeným bytostem, jako jsou duše a andělé. Andělé jsou podle něj svobodné formy života, nevázající se na hmotné tělo. Oproti tomu duše jsou s tělem propojeny.

### Třetí kniha – Etické otázky
Zde se Akvinský zamýšlí nad otázkami dobra a zla. Nejvyšší mocností dobra je podle něj Bůh, avšak zlo svou nejvyšší mocnost nemá, protože zlo samo o sobě nemá příčinu. Veškeré jsoucno však existuje díky Bohu a zapadá sem i zlo. Člověk pozná spokojenost, až když do svého srdce vpustí Boha. Akvinský dochází k závěru, že na člověka působí vesmírná tělesa. Magii si vysvětluje jako vliv zlých zavržených andělů. Rovněž popisuje zákon, který nás nutí milovat a ctít Boha a všechno kolem nás. Také se zabývá tématy, jako jsou například hřích, potraty a chudoba z vlastního rozhodnutí.

### Čtvrtá kniha – O křesťanských naukách
V této knize Akvinský rozebírá poznání Boží trojice. V další části této knihy Akvinský tvrdí, že na sebe Bůh vzal podobu Ježíše Krista, aby mohl sestoupit na tento svět, a v poslední části rozebírá křesťanské svátosti a vzkříšení.
Někteří lidé považovali za zbytečné rozdělení mezi lidskými a Božskými pravdami. Akvinský se obhajoval tím, že tak učinil jen proto, aby jeho nauku lidé lépe poznali, a také tvrdil, že ve skutečnosti existuje jen jedna pravda a to ta Boží.